# Saint-Vallier (Charente)
Saint-Vallier è un comune francese di 149 abitanti situato nel dipartimento della Charente, nella regione della Nuova Aquitania.

## Società

### Evoluzione demografica
Abitanti censiti